# Carrières de Meillerie
 (mars 2016).
Les carrières de Meillerie, en Haute-Savoie, étaient exploitées au XIXe siècle afin d'extraire les pierres calcaire utilisées pour les constructions. 

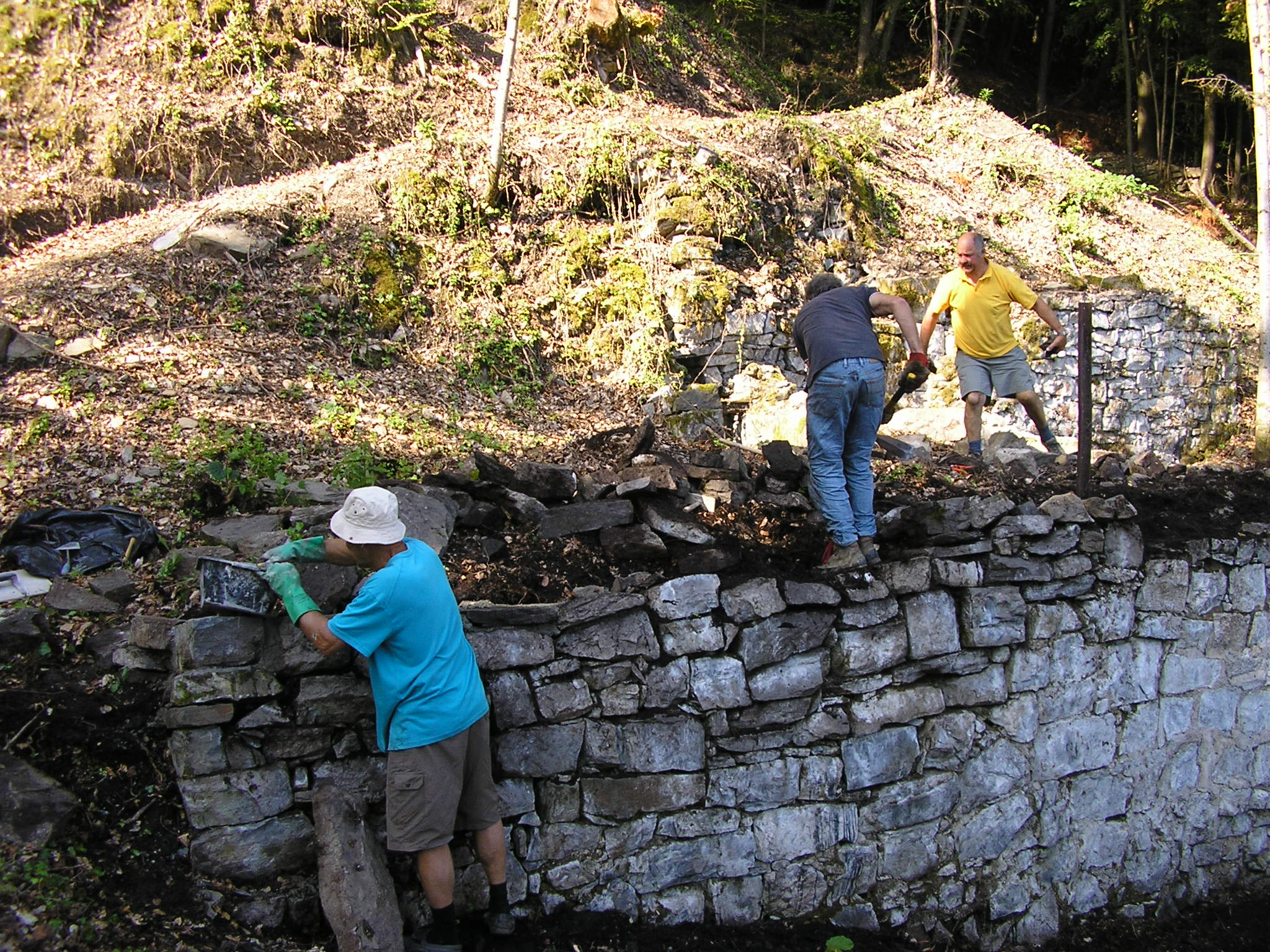
L'association Lou Vionnets travaille à la mise en valeur des restes des bâtiments de la carrière de la Balme à Meillerie.

## Naissance de l'industrie de la pierre
La première carrière exploitée à Meillerie est celle de la « Balle » au Locum dans les années 1770. Mais c'est au début du XIXe siècle que cette industrie se développe réellement en raison du manque de pierre de construction dans les villes côtières lémaniques françaises et suisses. Cette pierre, extraite du massif du Chablais, composée de marne noir à la base, et de zone calcaire bleu gris en deuxième couche, est donc choisie pour réaliser les moellons.

## Extraction des pierres
21 000 mètres cubes de pierres sont acheminés à Genève uniquement pour l'année 1858, et en 1863, 1 500 barques du Léman sont déchargées pour façonner notamment le Palais des Nations ainsi que la gare de Genève-Cornavin. En tout, il y aura six carrières différentes à Meillerie, dont une municipale (la carrière de la Balme). Durant toutes ces années d'exploitation, la quantité de pierres extraite des carrières aurait pu entourer le lac de 73 kilomètres de long et 13,5 kilomètres de large d'une muraille de 2 mètres de haut et 50 centimètres de large. Le plus gros bloc qui sort de la carrière peut peser jusqu’à 1 200 kg.

## Rôle des carriers
Différents corps de métier travaillent dans les carrières : les mineurs, qui touchent le salaire le plus élevé compte tenu des compétences nécessaires à cette pratique et des risques qu'ils encourent, les casseurs et les tailleurs qui manient le pic et la barre à mine, les chargeurs qui aident les bateliers à transporter la pierre sur le bateau, les contremaitres, les manœuvres, les apprentis... Beaucoup d'entre eux ne sont pas originaires de Meillerie mais de Thollon-les-Mémises, village qui se trouve au-dessus de Meillerie , d'où la création du sentier des Epioutères qui relie les deux villages et que les ouvriers utilisent pour descendre (20 minutes en courant environ), et pour remonter (1 heure après la journée de travail). 
Leurs conditions de vie et de travail sont difficiles : ils effectuent des journées de 13 heures avant 1894, puis de 11 heures après avoir mené de front de longues grèves ; ensuite ils risquent leur vie à tout moment, menacés par les éboulements et les glissements de terrain. Les hommes sont fatigués, épuisés de travailler en plein air, ils n'ont pas de sécurité sociale, pas d'indemnité de chômage, ni de retraite. Environ 400 ouvriers travaillent dans les carrières en 1900.

## Déclin
Durant la Première Guerre mondiale cette industrie subit un déclin, notamment à cause de la suppression de la zone franche en 1923[Passage contradictoire], de la concurrence suisse qui transporte les pierres par chemin de fer à un moindre coût, et du refus de la municipalité ainsi que des ouvriers de se moderniser en introduisant de nouvelles techniques permettant un meilleur rendement. Mais c'est l'apparition d'un nouveau matériau qui va mettre un point final à l'exploitation de la pierre de Meillerie : le béton, qui remplace peu à peu la pierre dans les constructions. Les carrières ferment toutes les unes après les autres, plus de la moitié de la population se retrouve au chômage et le village se dépeuple, car les hommes partent chercher du travail dans les chemins de fer et dans les douanes. 